# Гіллсборо (округ, Нью-Гемпшир)
Шаблон:StateAbbr_ 42°53′44″ пн. ш. 71°34′58″ зх. д. / 42.895584° пн. ш. 71.582741° зх. д.
Округ Гіллсборо (англ. Hillsborough County) — округ (графство) у штаті Нью-Гемпшир, США. Ідентифікатор округу 33011.

## Історія
Округ утворений 1769 року.

## Демографія
За даними перепису
2000 року
загальне населення округу становило 380841 осіб, зокрема міського населення було 297551, а сільського — 83290.
Серед мешканців округу чоловіків було 187827, а жінок — 193014. В окрузі було 144455 домогосподарств, 98855 родин, які мешкали в 149961 будинках.
Середній розмір родини становив 3,1.
Віковий розподіл населення поданий у таблиці:
| Стать    | До 15 років | 15-21 | 22-29 | 30-39 | 40-49 | 50-65 | 65-85 | Понад 85 |
| -------- | ----------- | ----- | ----- | ----- | ----- | ----- | ----- | -------- |
| Чоловіки | 43130       | 16973 | 18198 | 32956 | 32007 | 28198 | 15083 | 1282     |
| Жінки    | 41194       | 16224 | 18375 | 32646 | 31647 | 28767 | 20386 | 3775     |

## Суміжні округи
- Меррімак — північ
- Рокінґгем — схід
- Ессекс, Массачусетс — південний схід
- Міддлсекс, Массачусетс — південь
- Вустер, Массачусетс — південний захід
- Чешир — захід
- Салліван — північний захід

## Виноски
1. ↑  Long J. H. Atlas of Historical County Boundaries — [Chicago, Illinois]: The Newberry Library, 2010.
2. ↑  U.S. Decennial Census. United States Census Bureau. Архів оригіналу за 26 квітня 2015. Процитовано 27 грудня 2014.
3. ↑  Historical Census Browser. University of Virginia Library. Архів оригіналу за 11 серпня 2012. Процитовано 27 грудня 2014.
4. ↑  Population of Counties by Decennial Census: 1900 to 1990. United States Census Bureau. Архів оригіналу за 9 листопада 2014. Процитовано 27 грудня 2014.
5. ↑  Census 2000 PHC-T-4. Ranking Tables for Counties: 1990 and 2000 (PDF). United States Census Bureau. Архів оригіналу (PDF) за 18 грудня 2014. Процитовано 27 грудня 2014.
6. ↑  State & County QuickFacts. United States Census Bureau. Архів оригіналу за 26 травня 2013. Процитовано 24 вересня 2013.(англ.) Наведено за англійською вікіпедією.
7. ↑  American FactFinder. Бюро перепису населення США. Архів оригіналу за 21 травня 2008. Процитовано 31 січня 2008.

| США | Це незавершена стаття з географії США. Ви можете допомогти проєкту, виправивши або дописавши її. |